# Balthazar Getty
Paul Balthazar Getty (Tarzana, Californië, 22 januari 1975) is een Amerikaans film- en televisieacteur.
Hij werd geboren in Tarzana en groeide op in San Francisco. Zijn carrière begon in 1987 toen hij auditie deed voor een hoofdrol in de film Lord of the Flies nadat hij was ontdekt door een talentscout tijdens zijn tekenles op school. Gedurende de jaren 90 en '00 heeft hij deelgenomen aan films als Young Guns II, Natural Born Killers, Judge Dredd, White Squall, Lost Highway, Big City Blues, MacArthur Park, The Center of the World, Deuces Wild, Ladder 49, Feast en de televisieserie Traffic. Hij was ook te zien op televisie als gastacteur in Charmed en speelde mee in het vijfde seizoen van Alias. Getty speelde van 2006 tot en met 2011 in Brothers & Sisters.
Getty trouwde in 2000 met Rosetta Millington. Op 17 juli 2000 werd hun zoon Cassius Paul geboren, in 2001 en 2003 hun dochters Grace en Violet en in 2007 hun dochter June Catherine.
Zijn beste vriend is acteur Eric Dane (Grey's Anatomy). Dane is de peetoom van Getty's zoon Cassius.

## Filmografie
- 1990 - Lord of the Flies - Ralph
- 1990 - Young Guns II
- 1992 - Where the Day Takes You
- 1997 - Lost Highway
- 1999 - Big City Blues
- 2001 - The Center of the World
- 2001 - MacArthur Park
- 2004 - Ladder 49
- 2005 - Feast
- 2006 - Brothers & Sisters